# Toimi Pitkänen
Toimi Johannes Pitkänen (23. maj 1928 - 17. september 2016) var en finsk roer og dobbelt olympisk medaljevinder.
Pitkänen vandt, som del af den finske firer med styrmand, bronze ved OL 1956 i Melbourne. Fire år senere, ved OL 1960 i Rom, vandt han bronze i toer uden styrmand, som makker til Veli Lehtelä. Han deltog også ved både OL 1952 i Helsinki og OL 1964 i Tokyo.
Pitkänen vandt desuden to EM-guldmedaljer, en i firer med styrmand i 1956 og en i toer uden styrmand i 1958.

## OL-medaljer
- 1956:  Bronze i firer med styrmand
- 1960:  Bronze i toer uden styrmand